# La Selle-Guerchaise

La Selle-Guerchaise este o comună în departamentul Ille-et-Vilaine, Franța. În 1 ianuarie 2022 avea o populație de 153 de locuitori.